# Coppa Latina 1952
La Coppa Latina 1952 fu la quarta edizione della Coppa Latina di calcio e fu disputata a Parigi nel giugno del 1952.
Il Barcellona vinse il trofeo battendo il Nizza nella finale del Parco dei Principi, ripetendo il successo di tre anni prima e diventando la prima delle tre squadre a vincere la competizione almeno due volte.

## Partecipanti
| N° | Nazione               | Squadra          | Campionato              | Note                          |
| -- | --------------------- | ---------------- | ----------------------- | ----------------------------- |
| 2  | Francia (bandiera)    | Nizza            | 1ª Francia 1951-1952    | 1ª Coppa di Francia 1951-1952 |
| 3  | Italia (bandiera)     | Juventus         | 1ª Italia 1951-1952     |                               |
| 4  | Portogallo (bandiera) | Sporting Lisbona | 1ª Portogallo 1951-1952 |                               |
| 1  | Spagna (bandiera)     | Barcellona       | 1ª Spagna 1951-1952     | 1ª Coppa di Spagna 1952       |

## Risultati

### Semifinali
| Parigi 25 giugno 1952                                                                           | Nizza     | 4 – 2                | Sporting Lisbona | Parco dei Principi |
| \| \| \| \| \| Carré 8’, ?’ Carniglia 20’ Courteaux 43’ \| Marcatori \| 62’ Alves 64’ Albano \| |           |                      |                  |                    |
|                                                                                                 |           |                      |                  |                    |
| Carré 8’, ?’ Carniglia 20’ Courteaux 43’                                                        | Marcatori | 62’ Alves 64’ Albano |                  |                    |

| Parigi 26 giugno 1952                                                                             | Barcellona | 4 – 2              | Juventus | Parco dei Principi |
| \| \| \| \| \| Manchón 3’ Basora 24’, 56’ Kubala 51’ (rig.) \| Marcatori \| 41’, 82’ Boniperti \| |            |                    |          |                    |
|                                                                                                   |            |                    |          |                    |
| Manchón 3’ Basora 24’, 56’ Kubala 51’ (rig.)                                                      | Marcatori  | 41’, 82’ Boniperti |          |                    |

### Finale 3º posto
| Parigi 28 giugno 1952                                                                | Juventus  | 3 – 2            | Sporting Lisbona | Parco dei Principi |
| \| \| \| \| \| Boniperti 5’ Hansen 7’ Vivolo 15’ \| Marcatori \| 30’, 78’ Martins \| |           |                  |                  |                    |
|                                                                                      |           |                  |                  |                    |
| Boniperti 5’ Hansen 7’ Vivolo 15’                                                    | Marcatori | 30’, 78’ Martins |                  |                    |

### Finale 1º posto
| Parigi 29 giugno 1952                           | Barcellona | 1 – 0 | Nizza | Parco dei Principi |
| \| \| \| \| \| Rodríguez 80’ \| Marcatori \| \| |            |       |       |                    |
|                                                 |            |       |       |                    |
| Rodríguez 80’                                   | Marcatori  |       |       |                    |

## Classifica marcatori
|  | Gol | Marcatore           | Squadra  |
|  | --- | ------------------- | -------- |
|  | 3   | Giampiero Boniperti | Juventus |